# NASA (canción)
«NASA» es una canción interpretada por la cantautora estadounidense Ariana Grande, incluida de su quinto álbum de estudio, Thank U, Next (2019), lanzado a través de Republic Records. Fue escrita por Grande, Victoria Monét, Tayla Parx y producida por Tommy Brown y Charles Anderson.

## Grabación y producción

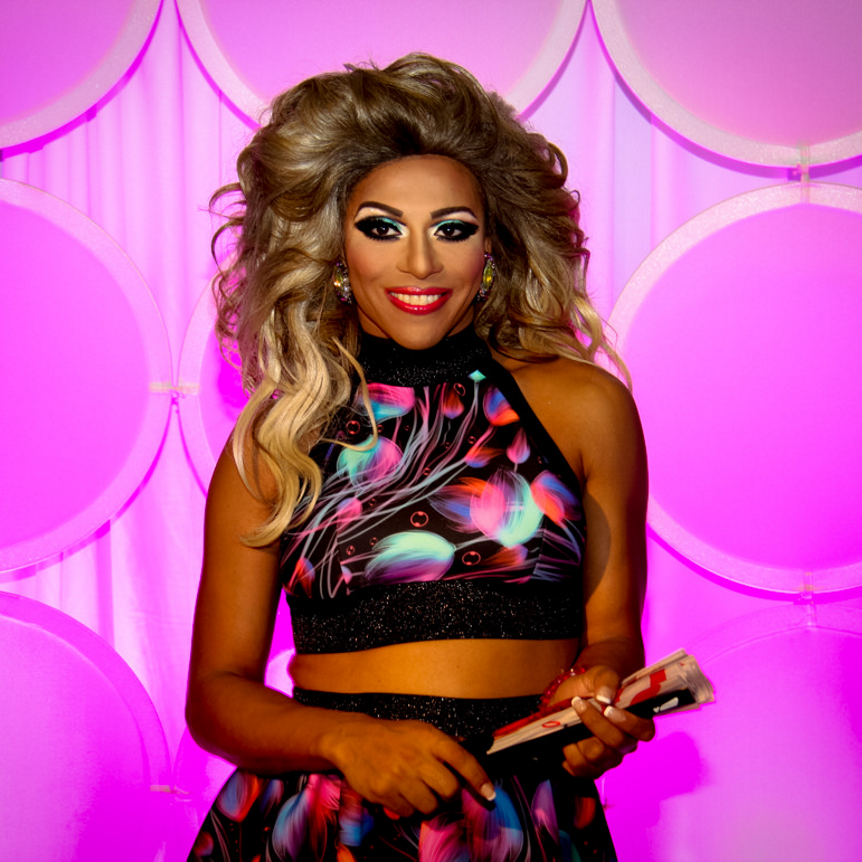
La canción cuenta con una introducción interpretada por Shangela.

«NASA», que lleva el nombre de la agencia espacial estadounidense del mismo nombre, fue escrita por Ariana Grande, Victoria Monét, Tayla Parx y sus productores Tommy Brown y Charles Anderson. Las voces de Grande se grabaron en los estudios de Jungle City en la ciudad de Nueva York. Serban Ghenea realizó la mezcla de la canción, y Brendan Morawski y Billy Hickey diseñaron la pista asistida por Sean Kline.
La canción presenta una introducción hablada por Shangela, una drag queen estadounidense. Ella dice: «Un pequeño paso para la mujer, un gran salto para la mujer», una variación de la cita de Neil Armstrong: «Ese es un pequeño paso para el hombre, un gran salto para la humanidad». Shangela habló del origen de su contribución en la pista:

«La canción ['NASA'] fue increíble, y cuando la canción terminó, ella dijo: '¿Qué piensas?' y yo estaba como, 'Oh niña, yo vivo! ¡Me encanta, y es increíble! Ya estoy pensando en cómo lo voy a realizar para mi número de arrastre, cuando haga mi versión'. Y ella me miró, dijo: '¿Tu versión?' Y dije: 'Solo voy a poner una introducción divertida para el arrastre, y voy a estar en un traje espacial con un espacio similar a Titties y voy a salir con un traje de hombre luna y yo voy a levantar la máscara y decir: 'Este es un pequeño paso para la mujer, un gran salto para la mujer'. Y ella estaba como, '¡Oh Dios mío! ¡Me encanta eso!. [sic]

## Rendimiento comercial
Tras el lanzamiento del álbum, «NASA» debutó en el número 17 del Billboard Hot 100 en la semana del 23 de febrero de 2019, convirtiéndose en el 18º top 20 de Grande en dicha lista. Esto provocó que el álbum Thank U, Next se convirtiera en el primer álbum en tener cinco top 20 entradas en el Hot 100 desde Reputation de Taylor Swift en 2018.

## Recepción crítica
Spencer Kornhaber de The Atlantic escribió: "En el bop de primer nivel «NASA», evoca a la madrina sónica de Grande, Mariah Carey, sin reciclarla, le pide amablemente a un amante una noche aparte. En su reseña del álbum Thank U, Next, Michael Cragg de The Guardian dijo acerca de la canción: "«NASA» alegre y alegre, que se remonta a su debut, Yours Truly de 2013, toma el tema de la exploración planetaria y lo convierte en una súplica por espacio (geddit?).
Carolyn Bernucca, de Complex, dijo: «La pista destacada, 'NASA', está marcada por los graves y la batería de trap que han abierto camino desde Atlanta hasta el pop general». Mathew Rodríguez, de Out, escribió: «En este punto, Ari exige distancia de un ser querido que la asfixia, pero también es una gran oda al autocuidado, algo en lo que todo el mundo en el objetivo de Grande —todo el mundo— piensa. La buena noticia es que los versos son matadores y logran establecer el tipo de humor que Grande quiere crear. Dicho esto, el coro aquí se siente un poco desencuentro con el resto de la canción. No es que sea malo, pero el resto de la canción es tan escalofriante que su repetición de «space», es similar a Toni Basil, se siente un poco asegurada una y otra vez.

## Posicionamiento en listas
| Lista (2019)                           | Mejor posición |
| -------------------------------------- | -------------- |
| Alemania (Media Control AG)            | 65             |
| Australia (ARIA)                       | 16             |
| Canadá (Canadian Hot 100)              | 17             |
| Escocia (Scottish Singles Sales Chart) | 42             |
| Eslovaquia (Singles Digitál Top 100)   | 23             |
| España (PROMUSICAE)                    | 85             |
| Estados Unidos (Billboard Hot 100)     | 17             |
| Francia (SNEP)                         | 128            |
| Hungría (Stream Top 40)                | 18             |
| Malasia (RIM)                          | 15             |
| Nueva Zelanda (Recorded Music NZ)      | 30             |
| Países Bajos (Mega Single Top 100)     | 41             |
| República Checa (Rádio Top 100)        | 39             |
| Singapur (RIAS)                        | 14             |
| Suecia (Sverigetopplistan)             | 51             |